# Pseudovanilla gracilis
Pseudovanilla gracilis é uma espécie  pertencente à família das orquídeas (Orchidaceae). É uma espécie da Nova Guiné e das Ilhas Salomão, onde habita florestas densas e úmidas, normalmente em locais onde há muitas plantas em decadência e abundante material orgânico. Seu desenvolvimento encontra-se profundamente dependente do fungo micorriza, pois sua produção de clorofila é limitada. Não possuem folhas verdadeiras, mas apenas brácteas foliares ocasionais. São plantas trepadeiras com grossas raízes aéreas. A inflorescência é paniculada. Suas sementes são exatamente iguais às de Galeola e Erythrorchis. Não há usos conhecidos para estas plantas. Por não serem plantas plenamente fotossintéticas o cultivo doméstico é muito complicado.